# Chris Evans
Christopher Robert Evans (Boston, Massachusetts, 1981. június 13. –) amerikai színész.
Legismertebb szerepe Steve Rogers, azaz Amerika Kapitány, akit több Marvel-filmben is alakít.

## Fiatalkora és családja
Lisa Capuano táncosnő és Rob Evans fogorvos fia. Mike Capuano amerikai kongresszusi képviselő unokaöccse. Három testvére van, Carly, Shanna és Scott, aki az ABC egy szappanoperájának szereplője. Chrisnek ír és olasz felmenői vannak az édesanyai nagyapja részéről. A család katolikus neveltetésű. Az érettségi után úgy tervezte, hogy a New York Egyetemre felvételizik.

## Pályafutása
A középiskola után Brooklynba költözött, ahol részt vett egy nyári színésztanfolyamon. Ezen a nyáron találkozott egy ügynökkel, aki elindította a színészi karrierjét. Először televíziós sorozatokban kapott szerepet. 2000-ben A szökevény című sorozat epizódszerepében tűnt fel.
Az első filmfőszerepet és ezzel az áttörést a Már megint egy dilis amcsi film hozta meg neki, amiben ő kapta Jake Wyler szerepét. A tinifilm-paródiát követően több moziban lett övé a vezető szerep. 2004-ben játszott a Halálbiztos vizsgában Scarlett Johansson oldalán, majd a Mobil című akciófilmben Kim Basinger partnereként.
A London című 2005-ös filmben egy bekattant kábítószerest alakít, akinek párkapcsolati problémái vannak. A dráma női főszereplője Jessica Biel, de feltűnik benne Jason Statham is. 2005-ben az Elizabethtown című film lehetséges főszereplőjeként hallgatták meg, de végül Orlando Bloom lett a befutó. Christ kiválasztották a népszerű Marvel Comics képregény filmes adaptációjának, a Fantasztikus Négyes (2005) egyik hősének szerepére. Fáklyaként visszatért A Fantasztikus Négyes és az Ezüst Utazó című folytatásában is, 2007-ben. Még ugyanebben az évben egy mérnökből lett űrhajóst alakított, Mace-t, Danny Boyle Napfény című sci-fi-jében, ami után már komoly tehetségként kezdték el számon tartani.
2008-ban Keanu Reeves partnere Az utca királyai című bűnügyi filmben. Meghallgatták a homoszexuális Harvey Milk politikus életéről szóló Milk című dráma előkészületeinél, a híres melegjogi aktivista szeretőjének megformálására. A szerepet végül James Franco játszotta.
2009-ben Dakota Fanning és Camilla Belle oldalán tűnik fel Az energia című thrillerben. A filmben saját harci jelenetei voltak, amikben sérüléseket is szerzett, hetekkel visszafogva a mozi elkészültét.
2010-ben több filmben is volt látható. A Vesztesek bosszúja című DC Comics akció-vígjáték adaptációban Zoë Saldana és Jeffrey Dean Morgan partnere. A szintén képregényből készült Scott Pilgrim a világ ellen című vígjátékban Lucas Lee-t alakítja.
Az ikonikus Marvel Comics képregényekből készült filmekben ő alakította Amerika Kapitányt.

## Magánélete
2007-ben elnyerte az Empire Magazin által hirdetett szavazáson a filmtörténet 99. legszexisebb férfija címet.
Részt vett a Gucci Guilty kampányában, amelynek vezetőjévé választották.
Chris testvére, Scott nyíltan vállalja homoszexualitását. Chris egy 2009-es interjúban testvére és a meleg közösség támogatását fejezte ki.

## Filmográfia

### Film
| Év   | Magyar cím                              | Eredeti cím                               | Szerep                                  | Magyar hang     |
| ---- | --------------------------------------- | ----------------------------------------- | --------------------------------------- | --------------- |
| 2000 |                                         | The Newcomers                             | Judd                                    |                 |
| 2001 | Már megint egy dilis amcsi film         | Not Another Teen Movie                    | Jake Wyler                              | Csőre Gábor     |
| 2004 | Halálbiztos vizsga                      | The Perfect Score                         | Kylen Curtis                            | Markovics Tamás |
| 2004 | Mobil                                   | Cellular                                  | Ryan Hewitt                             | Bozsó Péter     |
| 2005 | Kegyetlen faj                           | Fierce People                             | Bryce Langley                           | Papp Dániel     |
| 2005 | London                                  | London                                    | Syd                                     | Bozsó Péter     |
| 2005 | Fantasztikus Négyes                     | Fantastic Four                            | Johnny Storm / Fáklya                   | Stohl András    |
| 2007 | A Fantasztikus Négyes és az Ezüst Utazó | Fantastic four: Rise of the Silver Surfer | Johnny Storm / Fáklya                   | Stohl András    |
| 2007 | TMNT – Tini nindzsa teknőcök            | TMNT                                      | Casey Jones (hangja)                    | Görög László    |
| 2007 | Napfény                                 | Sunshine                                  | Robert Mace                             | Schmied Zoltán  |
| 2007 | Egy bébiszitter naplója                 | The Nanny Diaries                         | Harvard Hottie                          | Markovics Tamás |
| 2007 | Harc a Terra bolygóért                  | Battle for Terra                          | Stewart Stanton (hangja)                |                 |
| 2008 | Az utca királyai                        | Street Kings                              | Paul Diskant nyomozó                    | Damu Roland     |
| 2008 | Gyémánt könnyek                         | The Loss of a Teardrop Diamond            | Jimmy Dobyne                            | Dányi Krisztián |
| 2009 | Az energia                              | Push                                      | Nick Gant                               | Seder Gábor     |
| 2010 | Vesztesek bosszúja                      | The Losers                                | Jake Jensen                             | Zámbori Soma    |
| 2010 | Scott Pilgrim a világ ellen             | Scott Pilgrim vs. the World               | Lucas Lee                               | Varga Rókus     |
| 2011 | Defekt                                  | Puncture                                  | Mike Weiss                              | Zámbori Soma    |
| 2011 | Számos pasas                            | What's Your Number?                       | Colin Shea                              | Welker Gábor    |
| 2011 | Amerika Kapitány: Az első bosszúálló    | Captain America: The First Avenger        | Steve Rogers / Amerika kapitány         | Zámbori Soma    |
| 2012 | Bosszúállók                             | The Avengers                              | Steve Rogers / Amerika kapitány         | Zámbori Soma    |
| 2012 | A jégember                              | The Iceman                                | Robert Pronge                           |                 |
| 2013 | Thor: Sötét világ                       | Thor: The Dark World                      | Loki, mint Amerika kapitány (cameo)     | Zámbori Soma    |
| 2013 | Snowpiercer – Túlélők viadala           | Snowpiercer                               | Curtis Everett                          | Zámbori Soma    |
| 2014 | Amerika Kapitány: A tél katonája        | Captain America: The Winter Soldier       | Steve Rogers / Amerika kapitány         | Zámbori Soma    |
| 2014 | A szerelem útján                        | Before We Go                              | Nick Vaughan                            | Zámbori Soma    |
| 2014 | A szerelem markában                     | Playing It Cool                           | Narrátor / Én                           | Zámbori Soma    |
| 2015 | Bosszúállók: Ultron kora                | Avengers: Age of Ultron                   | Steve Rogers / Amerika kapitány         | Zámbori Soma    |
| 2015 | A Hangya                                | Ant-Man                                   | Steve Rogers / Amerika kapitány (cameo) | Zámbori Soma    |
| 2016 | Amerika Kapitány: Polgárháború          | Captain America: Civil War                | Steve Rogers / Amerika kapitány         | Zámbori Soma    |
| 2017 | A tehetség                              | Gifted                                    | Frank Adler                             | Dévai Balázs    |
| 2017 | Pókember: Hazatérés                     | Spider-man: Homecoming                    | Steve Rogers / Amerika kapitány (cameo) | Zámbori Soma    |
| 2018 | Bosszúállók: Végtelen háború            | Avengers: Infinity War                    | Steve Rogers / Amerika kapitány         | Zámbori Soma    |
| 2019 | Marvel Kapitány                         | Captain Marvel                            | Steve Rogers / Amerika kapitány (cameo) | Zámbori Soma    |
| 2019 | Bosszúállók: Végjáték                   | Avengers: Endgame                         | Steve Rogers / Amerika kapitány         | Zámbori Soma    |
| 2019 | Tőrbe ejtve                             | Knives out                                | Hugh „Ransom” Drysdale                  | Zámbori Soma    |
| 2019 | Vörös-tenger búvárparadicsom            | The Red Sea Diving Resort                 | Ari Levinson                            |                 |
| 2021 | Free Guy                                | Free Guy                                  | önmaga (cameo)                          | Zámbori Soma    |
| 2021 | Ne nézz fel!                            | Don't Look Up                             | Devin Peters (cameo)                    | Kisfalusi Lehel |
| 2022 | Lightyear                               | Lightyear                                 | Buzz Lightyear (hangja)                 | Varga Gábor     |
| 2022 | A szürke ember                          | The Gray Man                              | Lloyd Hansen                            | Dévai Balázs    |
| 2023 |                                         | Ghosted                                   | Cole Turner                             |                 |
| 2023 | A fájdalom ügynökei                     | Pain Hustlers                             | Pete Brenner                            | Zámbori Soma    |
| 2024 | A hullahó-akció                         | Red One                                   | Jack O'Malley                           | Zámbori Soma    |
| 2024 | Deadpool & Rozsomák                     | Deadpool & Wolverine                      | Johnny Storm / Fáklya (cameo)           | Zámbori Soma    |
| 2025 | Többesélyes szerelem                    | Materialists                              | John                                    | Zámbori Soma    |
| 2025 |                                         | Honey Don't!                              | Dean Devlin                             |                 |
| 2026 |                                         | Avengers: Doomsday                        |                                         |                 |

### Televízió

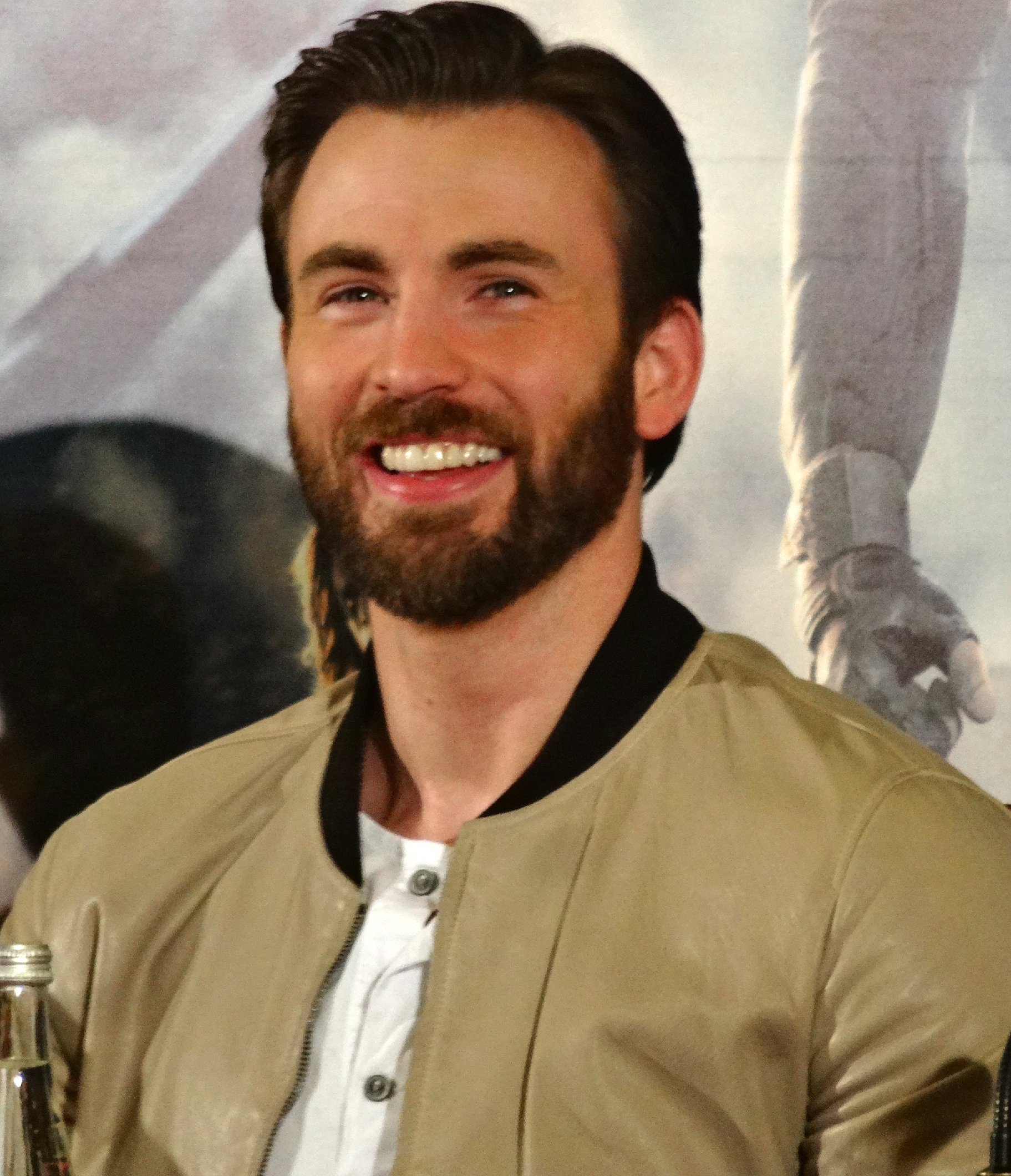
2014-ben az Amerika Kapitány: A tél katonája sajtótájékoztatóján

| Év   | Magyar cím              | Eredeti cím                                   | Szerep               | Megjegyzések                               |
| ---- | ----------------------- | --------------------------------------------- | -------------------- | ------------------------------------------ |
| 2000 | Nemek harca             | Opposite Sex                                  | Cary                 | 8 epizód                                   |
| 2000 | A szökevény             | The Fugitive                                  | Zack Lardner         | 1 epizód                                   |
| 2000 |                         | Just Married                                  | Josh                 | nem került adásba                          |
| 2001 |                         | Boston Public                                 | Neil Mavromates      | 1 epizód                                   |
| 2002 |                         | Eastwick                                      | Adam                 | próbaepizód, nem került adásba             |
| 2003 |                         | Skin                                          | Brian                | minisorozat (1 epizód)                     |
| 2008 | Robotcsirke             | Robot Chicken                                 | több szereplő hangja | 1 epizód                                   |
| 2015 |                         | America's Game: The 2014 New England Patriots | narrátor             | dokumentumfilm                             |
| 2017 |                         | America's Game: The 2016 New England Patriots | narrátor             | dokumentumfilm                             |
| 2018 |                         | Chain of Command                              | narrátor             | dokumentumsorozat                          |
| 2020 | Jacob védelmében        | Defending Jacob                               | Andy Barber          | - minisorozat (8 epizód) - vezető producer |
| 2023 | Scott Pilgrim rákapcsol | Scott Pilgrim Takes Off                       | Lucas Lee            | 8 epizód                                   |